# Wright (Nueva York)
Wright es un pueblo ubicado en el condado de Schoharie en el estado estadounidense de Nueva York. En el año 2000 tenía una población de 1,547 habitantes y una densidad poblacional de 21 personas por km².

## Geografía
Wright se encuentra ubicado en las coordenadas 42°40′23″N 74°12′22″O / 42.67306, -74.20611.

## Demografía
Según la Oficina del Censo en 2000 los ingresos medios por hogar en la localidad eran de $42,898, y los ingresos medios por familia eran $46,667. Los hombres tenían unos ingresos medios de $32,464 frente a los $27,171 para las mujeres. La renta per cápita para la localidad era de $19,711. Alrededor del 5.5% de la población estaban por debajo del umbral de pobreza.